# 步兵第88聯隊
步兵第88聯隊（日語：、步兵第八十八聯隊）為大日本帝國陸軍步兵聯隊之一。

## 沿革
最初為獨立步兵第1聯隊
- 1934年（昭和9年）5月26日 - 拝受軍旗、駐留滿洲。
- 1937年（昭和12年） - 中日戰爭爆發參加北京周邊戰役。
- 1938年（昭和13年）10月15日 - 將「獨立步兵第1聯隊」番號變更為「步兵第88聯隊」番號、11月10日繼承軍旗。
- 1942年（昭和17年）5月 - 從琿春守備隊變更所屬至第71師團。
- 1945年（昭和20年）

2月 - 轉進台灣、於台中地區構築防御陣地。
8月 - 終戰。

## 歷任聯隊長
| 獨立步兵第1聯隊長 |              |              |  |
| 1                 | 寺倉正三     | 1934.4.21 -  |  |
| 2                 | 長谷川美代次 | 1936.3.7 -   |  |
| 3                 | 名倉栞       | 1938.3.1 -   |  |
| 步兵第88聯隊長    |              |              |  |
| 1                 | 佗美浩       | 1938.10.15 - |  |
| 2                 | 下河邊憲二   | 1940.12.2 -  |  |
| 3                 | 松浦龍一     | 1943.8.2 -   |  |

## 關聯項目
- 大日本帝國陸軍聯隊列表